# Fadwa Taha
Pour les articles homonymes, voir Taha.
 (avril 2024).
Fadwa Abd al-Rahman Ali Taha ( arabe : فدوى عبد الرحمن علي طه) née le 23 octobre 1955 à Arbaji, État de Gezira au Soudan est professeure au Département d'histoire de l'Université de Khartoum.

## Biographie

### Enfance, éducation et débuts
Fadwa Abd al-Rahman Ali Taha nait le 23 octobre 1955 à Arbaji dans l'État de Gezira et y grandit. Elle est historienne de formation. Elle obtient un licence ès arts en 1979, une maîtrise ès arts en 1982 et un doctorat en 1987, tous obtenus à l'Université de Khartoum. En 2002, elle rejoint l'Université de Bergen en Norvège ou elle obtient une maîtrise ès arts en traduction, et un doctorat honorifique en 2004.

### Carrière
Fadwa rejoint l'Université de Khartoum en tant qu'assistant d'enseignement en 1979, devient maître de conférences en 1997, professeur assistant en 1992, professeur agrégé en 2000 et professeur ordinaire en 2012. En 2010, elle devient rédactrice en chef du Journal de la Faculté des Arts de l'Université de Khartoum et passe chef du département d'histoire. En 2007, elle devient vice-doyenne de la Faculté des études supérieures. Elle déménage en Arabie Saoudite et en 2010, est devient responsable de la qualité, de la recherche et des études scientifiques au Collège d'éducation de Hafr Al-Batin. Elle reçoit une nomination avec pour fonction de présidente de l'Université de Khartoum en octobre 2019,.
Fadwa participe à la révolution soudanaise de 2019, qui fait tomber le régime d'Omar al-Bashir. Elle joue également un rôle dans les discussions entre les Forces de liberté et de changement et le Conseil militaire, qui remplace le régime d'Al-Bashir peu après le coup d'État. Un Conseil national de souveraineté de transition dirige le pays pendant la période de transition jusqu'à l'organisation de nouvelles élections et qu'un gouvernement élu prenne fonction. Après que les deux parties soient parvenues à une solution commune le 5 juillet 2019,. Elle a la proposition de rejoindre le conseil mais elle refuse.
Elle démissionne en novembre 2021 pour protester contre l'accord visant à réintégrer Abdalla Hamdok au poste de Premier ministre après le coup d'État de 2021 au Soudan.

### Vie privée
Fadwa est l'épouse de Al-Miqdad Ahmed Ali et ils ont deux enfants ; Hatem qui étudie à l'École des sciences administratives de l'Université de Khartoum, et Ezzat, diplômé du Département d'électricité de la même université.